# Shi Yue
Shi Yue, en xinès simplificat: 时越; en xinès tradicional: 時越; en pinyin: Shí yuè; (Luoyang, Henan, 11 de gener de 1991) és un jugador professional de go, amb rang 9p. Va aprendre a jugar al go a l'edat de 6 anys i el 2003 es va convertir en jugador professional. A finals de maig de 2013 va ser número 1 del rànquing xinés i a finals de setembre de 2014, número 1 del rànquing mundial.

## Trajectòria professional
- 2008: guanya la lliga Xina de weiki amb 9 victòries consecutives i rècord de victòries.[1]
- 2009: guanya la 16 Xinren Wang, després de batre per 2 victòries a 0 a Zhu Yuanhao.[1]
- 20 de febrer de 2013: guanya la 17 Copa LG, després de batre per 2 victòries a 0 a Won Sungjin, i és promogut a 9p.[1]
- 24 d'octubre de 2013: guanya la 10 Copa Changqi, després de batre per 2 victòries a 0 a Lian Xiao.[1]

### Estil de joc
Shi Yue es mostra perillosament fort davant la manera de jugar coreana, fins al punt d'haver vençut diversos jugadors coreans de primera fila, entre d'altres, Lee Se-dol, considerat un dels jugadors més forts del món. L'enfrontament amb Lee Se-dol es va produir el 2013, en la segona ronda del torneig principal de la 17 Copa LG. En aquell moment, Lee Se-dol era el jugador número 1 de Corea i Shi Yue a penes era conegut. A Shi Yue li agraden les conteses territorials. El seu joc, però, està molt ben equilibrat. És difícil trobar la debilitat en el seu estil, i aquest és el seu punt fort. Shi Yue juga encara millor quan ell està una mica pel darrere del seu oponent, per la qual cosa és difícil guanyar-lo.